# Девас (княжество)
Девас (англ. Dewas) — наименование двух из территориальных княжеств Британской Индии, существовавших в XVIII—XX веках в пределах нынешнего индийского штата Мадхья-Прадеш.

## История
Возникли в ходе завоевания маратхами региона Малва и были образованы двумя братьями Пуар, приближёнными маратхского пешвы, в 1728 году. Братья Тукоджирайо I и Дживаджирайо разделили княжество между собой на примерно равные части, это деление сохранилось и среди их наследников — Девас-старшей линии и Девас-младшей линии соответственно. Столица княжества, город Девас, также был разделён. В 1818—1948 годах оба княжества были протекторатами Великобритании. В 1918 году раджи-правители обеих линий княжества Девас получили титулы «магараджа».
Территории обоих княжеств не представляли собой единого целого, они были перемешаны и переплетены друг с другом. В 1901 году площадь Девас-старшего составляла 1.163 км², площадь Девас-младшего — 1.085 км². При этом население первого насчитывало 65 тысяч человек, а второго — 55 тысяч человек. 15 июня 1948 года оба магараджи согласились на включение своих княжеств в состав новообразованного государства Индия, и 16 июня вступили в союз княжеств Мадхья-Бхарат. 1 ноября 1956 года все княжества этого союза были упразднены, а их территории вошли в состав индийского штата Мадхья-Прадеш.